# Karlsruher Turnverein 1846
Der Karlsruher Turnverein 1846 e. V. ist der älteste Sportverein in Karlsruhe. Erfolgreichste Sportlerin ist Gertrud Künzler, die 1956 Vizeweltmeisterin bei der Feldhandball-Weltmeisterschaft der Frauen wurde.

## Geschichte
Der Verein gründete sich nach Aufhebung der Turnsperre im Jahre 1842 wie viele weitere Vereine in Baden (darunter der TSV Mannheim, TV 1846 Offenburg, Heidelberger TV) am 16. Januar 1846 als Allgemeiner Turnverein und war auch an der Gründung des Turnverein Ettlingen 1847 beteiligt. Das revolutionäre Geschehen, das sich zwischen März 1848 und Juli 1849 im Deutschen Bund ereignete, führte im April 1848 in Hanau zur Konstituierung des Deutschen Turner-Bunds. Bei einer zweiten Zusammenkunft im Juli 1848 ging es zunächst nur um die Frage, ob in die Satzung das Bekenntnis zur demokratischen Republik aufgenommen werden sollte. Da die radikale Fraktion unterlag, kam es zur Gründung eines Demokratischen Turnerbunds, dem neben Mannheim, Freiburg auch die Karlsruher Turner beitraten. Am 1. August 1848 spalteten sich etwa 100 Mitglieder des Gründungsvereins als Karlsruher Turnverein ab. Der Auflösung von Turnvereinen 1849 als Folge des badischen Aufstands entging in Baden neben dem Heidelberger TV nur der Karlsruher Turnverein. Nach der Osterproklamation von Großherzog Friedrich am 7. April 1860 wurde am 16. Dezember auf Einladung des KTV der Oberrheinische Turnerbund gegründet. In den Folgejahren bis zum Ersten Weltkrieg erfolgten zahlreiche Abspaltungen, Neugründungen und Umbenennungen, die auch der Direktor der Turnlehrerbildungsanstalt, Alfred Maul, in seiner Amtszeit von 1869–1881 nicht unterbinden konnte. Seinem Einfluss war es zu verdanken, dass 1900 eine Frauenturnabteilung gegründet wurde. Bis zum Beginn der 1890er Jahre diente die Turnhalle der Volksschule an der Schützenstraße, danach die Turnhalle des Realgymnasiums in der Schulstraße (heute Ludwig-Erhard-Schule in der Englerstraße) den Übungen. Als Fest- und Turnplatz wurde eine Wiese im Beiertheimer Wäldchen genutzt. Der KTV war vor dem Ersten Weltkrieg mit 641 Mitgliedern nach dem Schwarzwaldverein (1.336) und dem Männerturnverein (759) drittgrößter Turn- und Sportverein. 1933 erwarb der KTV sein heutiges Sportgelände im Hardtwald. Einer Bestandserhebung des Reichsbundes für Leibesübungen zufolge, die am 27. Dezember 1937 in der NS-Gauzeitung „Der Führer“ erschien, gehörte der Mehrspartensportverein mit 1.015 Mitgliedern zu den größten Karlsruher Sportvereinen in der „sportfreudigsten Großstadt“. Nach einem Verbot der Sportvereine durch die Besatzungsmächte wurde der KTV im Januar 1946 wieder gegründet. Kurios erscheint der Hinweis des KTV 1846 anlässlich der Badischen Waldlaufmeisterschaften am 13. April 1947, dass „gegen Abgabe von 50 Gramm Brotmarken den Teilnehmern Suppe verabreicht werde“. Franz Müller, der bereits seit 1942 Vorsitzender des KTV 1846 war, stellte am 30. November 1946 seinen Zeitplan für den Aufbau des Vereins dar und wurde dabei von den Alliierten unterstützt. Anfang 1947 war der Karlsruher Turnverein 1846 mit 1.484 Mitgliedern der größte Turn- und Sportverein in Nordbaden. Da die Sportstätten des KTV in den Kriegsjahren nicht so wie andere ramponiert wurden, fanden bereits am 16. Juni 1946 Leichtathletik-Kreismeisterschaften und in der Folge nordbadische Meisterschaften (1946), Ländervergleichskämpfe (1947), Sportfeste (1948) und Ende Juli 1949 Wettkämpfe im Ringtennis, Faust- und Korbball mit 4.000 nordbadischen Turnern statt. 1954 und 1959 gelang es Vereinsvorstand und Helsinki-Olympiateilnehmer Karl Wolf erlesene Starterfelder für Leichtathletik-Sportfeste zu gewinnen – darunter die Italiener Adolfo Consolini (1954 und 1959) und Giuseppe Tosi (1954) sowie Martin Lauer, Armin Hary und Manfred Germar (1959).
Die aktuelle Satzung stammt vom 25. März 2019.

## Wettkampfsport

### Badminton
In der Saison 2020/21 startet die 1. Mannschaft in der Nordbaden Bezirksliga – Mittlerer Oberrhein.

### Hockey
1913, vier Jahre nach der Gründung des Deutschen Hockey-Bundes, wurde die Hockeyabteilung gegründet. 1954 wurde sie nach Unstimmigkeiten zwischen Trainer und Vereinsvorstand aufgelöst. 1959 beschlossen Udo Müller-Wirth und Julius Bajzik, im KTV wieder Hockey zu spielen. Einige Spieler kamen von Phönix Karlsruhe zurück. 1962 beteiligte sich die Abteilung wieder an der Punkterunde des Landesverbands. Größter Erfolg war 1985 die Teilnahme eines weiblichen Jugend-Teams an der Endrunde zur Deutschen Meisterschaft, wo hinter dem Düsseldorfer HC, Eintracht Frankfurt und Eintracht Braunschweig der vierte Platz errungen werden konnte.
In der Saison 2024/25 startet die 1. Mannschaft der Herren in der Oberliga und die der Damen in der 1. Verbandsliga Baden-Württemberg.

### Volleyball
Die Volleyballabteilung des Karlsruher TV wurde im Jahre 1951 als eine der ältesten Volleyballabteilungen in Nordbaden gegründet.
In der Saison 2020/21 startet eine Mixed-Mannschaft in der Landesliga.

## Breitensport und Rehabilitationssportgruppen

### Breitensport
Die Abteilungen Basketball, Boule, Fußball, Gesundheitswandern, Gymnastik, Kanusport, Schwimmen, Tennis und Tischtennis bieten Freizeitsport.

### Rehabilitationssportgruppen
Der Verein ist Teil der Vereinsinitiative Gesundheitssport, der weitere Vereine aus der Region wie SSC Karlsruhe, SV Karlsruhe-Beiertheim, TSG Blankenloch oder SSV Ettlingen angehören. Die Herzsportgruppe bietet gezielte Übungsprogramme an.

## Ehemalige Abteilungen

### Boxen
Unmittelbar nach der Erlaubnis der amerikanischen Besetzungsmacht zur Ausübung des Boxsports wurde im März 1946 die Abteilung gegründet, jedoch bereits 1950 aufgelöst.

### Fechten
1860 wurde die Abteilung gegründet und 1911 wiederbegründet. Offen ist das Ende der Fechtabteilung.

### Handball
Die für den KTV 1846 startende Gertrud Künzler erzielte bei der Feldhandball-Weltmeisterschaft der Frauen 1956 im Wildparkstadion im Hauptrundenspiel gegen Jugoslawien ein Tor.

### Leichtathletik
Der Turner Kurt Reishauer errang 1909 im Hochsprung den ersten Podestplatz eines KTV-Athleten bei Deutschen Meisterschaften. Carl Kaufmann schloss sich nach seinem Sieg am 13. September 1953 bei einem KTV-Sportfest dem Verein an. 1974 endete das Kapitel der Leichtathletik-Abteilung.

### Ringtennis
Bei der Wiedergründung des Vereins im Januar 1946 formierte sich eine leistungsstarke Abteilung, da dort viele erfolgreiche Spieler anderer Vereine zusammenfanden. Im Sommer 1952 kam es zu Differenzen der Vereinsführung mit Mitgliedern der Abteilung, woraufhin zahlreiche Mitglieder zum Rivalen ESG Frankonia wechselten. In den Folgejahren baute Karl Heinz Stadler mit talentierten Jugendlichen eine neue Mannschaft auf. Mit dem Vereinsbeitritt Gernot Horns im Jahre 1957 konnten bis 1968 zahlreiche Titel errungen werden. 2001 löste sich die Abteilung auf.